# Séraphin Moundounga
Seraphin Moundounga (Tchibanga; 29 de febrero de 1964) es un político gabonés, actual vicepresidente de Gabón desde mayo de 2025. Anteriormente fue ministro de Justicia entre 2014 y 2016.

## Biografía
Militante del Partido Democrático Gabonés, fue elegido por primera vez para la Asamblea Nacional de Gabón en las elecciones parlamentarias de 1990, y fue primer cuestor de la Asamblea Nacional de 1997 a 2009. De octubre de 2009 a 2014 fungió como ministro de Educación Nacional. Uno de sus principales proyectos fue la renovación de la Universidad Omar Bongo.
Moundounga fue nombrado ministro de Justicia en enero de 2014. Posteriormente dimitió el 5 de septiembre de 2016 después de que el gobierno del Presidente Ali Bongo rechazara un recuento de los votos disputados en las elecciones presidenciales de 2016. En el momento de su dimisión era también segundo vice primer ministro. Poco después, Moundounga se exilió en Francia, alegando que el gobierno había ingresado a su casa de manera ilegal durante la noche del 6 y 7 de septiembre; aunque no estaba presente en la casa en ese momento, lo calificó como un intento de asesinato.
Instalado en Europa, se convirtió en presidente de la ONG UNITE (Unión para la Nación, la Integridad, el Trabajo y la Igualdad) y presionó a favor de la revisión de la Constitución gabonesa. En julio de 2020, después de que un rumor de suicidio se extendiera rápidamente en los medios de comunicación gaboneses, la familia de Moundounga desmintió la supuesta muerte, y afirmó que continuaba con vida.
El 5 de mayo de 2025, Moundounga fue nombrado como nuevo vicepresidente de Gabón, bajo el mando de Brice Oligui.